# Resolució 1673 del Consell de Seguretat de les Nacions Unides
La Resolució 1673 del Consell de Seguretat de les Nacions Unides fou adoptada per unanimitat el 27 d'abril de 2006. Després de considerar un informe del Comitè del Consell de Seguretat establert a la Resolució 1540 (2004) sobre la no proliferació, el Consell va ampliar el mandat del Comitè de vigilància de la implementació de la resolució sobre les armes de destrucció massiva i els seus mitjans de lliurament fins al 27 d'abril de 2008.

## Resolució

### Observacions
La resolució 1673 va començar reafirmant que la proliferació d'armes nuclears, químiques i biològiques i els seus mitjans de lliurament constituïen una amenaça per a la pau i seguretat internacionals. Va fer seu el treball del Comitè del Consell de Seguretat i va assenyalar que no tots els estats havien presentat un informe al Comitè sobre els seus esforços per aplicar la Resolució 1540. En aquest context, considerava la implementació de la Resolució 1540 com una tasca a llarg termini que incloïa esforços a nivell nacional, regional i internacional.
Al mateix temps, la resolució va assenyalar obligacions en aquesta resolució en conflicte amb els continguts en el Tractat de No Proliferació Nuclear (TNP), la Convenció sobre Armes Químiques o la Convenció sobre Armes Biològiques, o alterar el paper de l'Agència Internacional de l'Energia Atòmica (OIEA) o l'Organització per la Prohibició de les Armes Químiques.

### Actes
Actuant en virtut del Capítol VII de la Carta de les Nacions Unides, el Consell va convidar tots els països a aplicar plenament la Resolució 1540 i als estats que encara no havien presentat informes al Comitè a fer-ho immediatament. Les nacions que ja havien informat van ser encoratjades a proporcionar informació addicional sobre les mesures adoptades per implementar la Resolució 1540.
El mandat del Comitè va ser prorrogat durant dos anys i es va encoratjar a intensificar els esforços per promoure l'aplicació de la Resolució 1540, i els membres del Consell van instar encara més a la cooperació entre el Comitè i els estats i organitzacions internacionals. Finalment, hauria d'informar al Consell, al final del seu mandat, el 27 d'abril de 2008, sobre els avenços en la implementació de la resolució 1540.